# Morne Prosper
Morne Prosper ist ein Ort im Südwesten von Dominica. Die Gemeinde hatte im Jahr 2011 703 Einwohner. Morne Prosper liegt im Parish Saint George.

## Geographische Lage
Morne Prosper liegt nordwestlich von Giraudel und südwestlich von Trafalgar.

## Infrastruktur
Morne Prosper verfügt über eine Grundschule und eine christliche Kirche.